# Buddy Langton
Buddy Langton född Helge Lundström 30 september 1904 i Torsåkers församling,  Västernorrlands län död 6 februari 1984 i Handen, svensk musiker, sångare och textförfattare. Han har även varit verksam under namnet Helge Langton. 

## Filmografi
- 1948 – Hammarforsens brus
- 1952 – Flottare med färg